# U.S. Highway 61
Der U.S. Highway 61 (auch U.S. Route 61, kurz US 61) ist ein United States Highway, der mit einer Länge von 2553 Kilometern (1400 Meilen) von New Orleans in Louisiana bis Wyoming in Minnesota führt. Der Highway folgt im Wesentlichen dem Verlauf des Mississippi und bildet einen Großteil der Great River Road.
Seit 2004 mündet der Highway an seinem nördlichen Endpunkt in die Interstate 35 bei Wyoming im Bundesstaat Minnesota. In der Vergangenheit führte er weiter nach Norden durch die Stadt Duluth bis zur Grenze nach Kanada bei Grand Portage. Heute verläuft die Minnesota State Route 61 dort entlang. 
Das südliche Ende bildet die Einmündung in den U.S. Highway 90 in der Mitte von New Orleans. Der Highway 61 wird oft als The Blues Highway bezeichnet, da er von Norden durch das Mississippi-Delta nach New Orleans führt, jene Regionen, in denen Blues und Jazz entstanden. 
In der Zeit vor der Errichtung der Interstate Highways war der Highway 61 eine wichtige Nord-Süd-Verbindung. Viele Südstaatler zog es auf dieser Straße nach St. Louis in Missouri oder weiter nördlich in die Twin Cities in Minnesota. 

## Verlauf

### Louisiana
Vom Beginn in New Orleans bis nördlich von Baton Rouge ist die Strecke vierspurig ausgebaut. Weiter nördlich, an der Grenze nach Mississippi, ist die Straße erneut vierspurig ausgebaut. 
Der Abschnitt von New Orleans nach Baton Rouge wird auch Airline Highway genannt. Obwohl der Highway am Louis Armstrong New Orleans International Airport und am Baton Rouge Metropolitan Airport vorbeiführt, geht der Name vielmehr auf den geraden Verlauf (Luftlinie) der Straße zurück. Im Gegensatz dazu verlief der frühere Jefferson Highway überwiegend neben dem Mississippi und zeichnete sich durch einen kurvenreichen Verlauf aus.  

### Mississippi

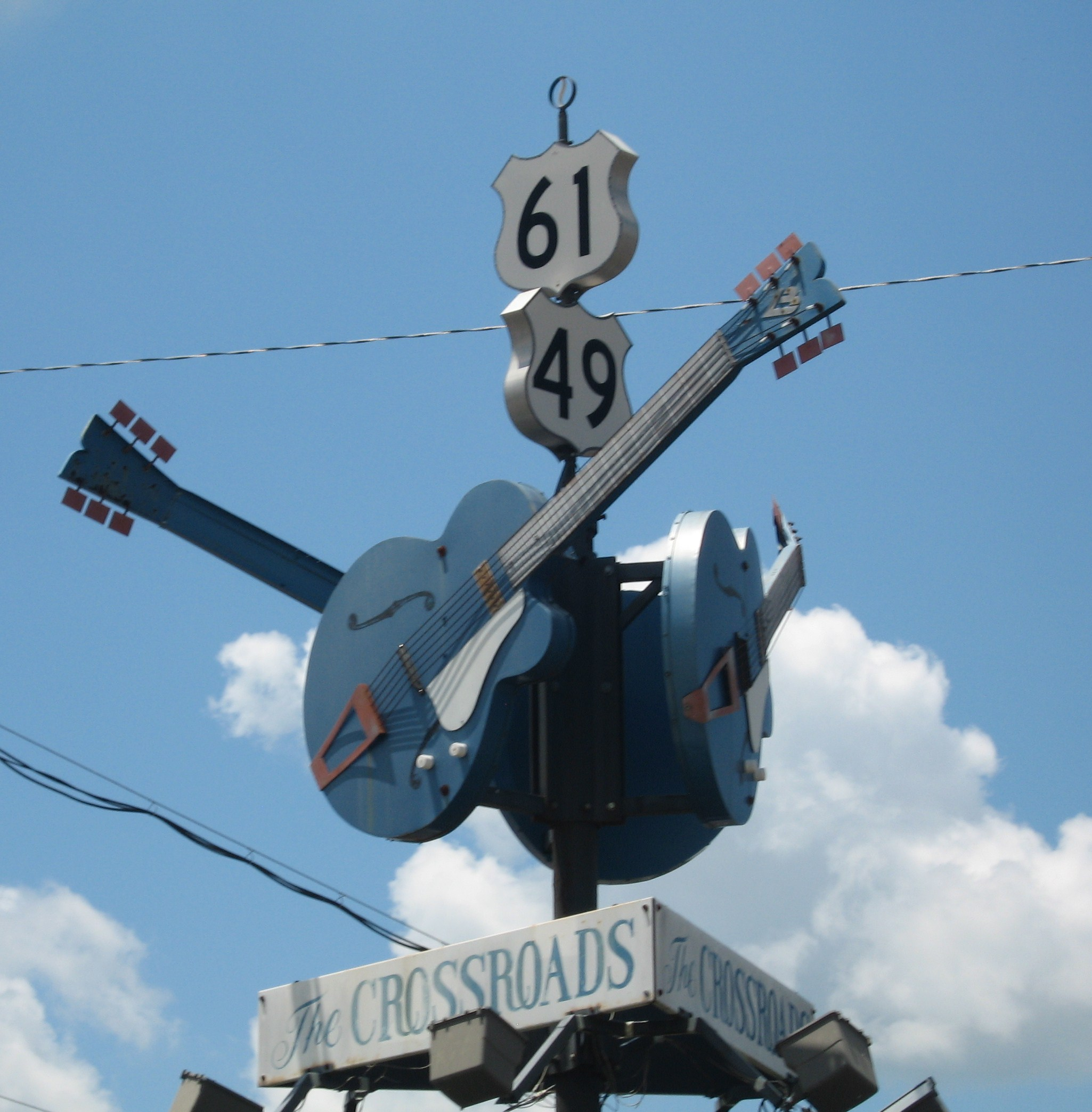
"Crossroads" in Clarksdale, Mississippi.

Im Staat Mississippi ist die US 61 größtenteils vierspurig und mit getrennten Fahrstreifen ausgebaut. 
Der Highway 61 führt auf diesem Abschnitt von Louisiana kommend über die Städte Natchez, Vicksburg, Leland und Clarksdale nach Tennessee und ist hier auch als Blues Highway bekannt. Er verläuft durch die Deltaregion, in der die Wurzeln der Blues-Musik liegen. Der Highway 61 kommt in vielen Titeln von Musikern aus der Region vor. 
Die Kreuzung mit dem U.S. Highway 49 in Clarksdale ist der Ort, an dem gemäß einer Legende der Musiker Robert Johnson seine Seele dem Teufel verschrieben habe, um im Gegenzug zu einem exzellenten Bluesmusiker werden zu können. 
Das 50 Kilometer lange Teilstück zwischen Clarksdale und Tunica verläuft ohne vertikale und horizontale Krümmung. 
Wie die Route 66 im Westen der USA ist auch der Highway 61 zur Legende und zum Symbol der Region um Clarksdale geworden.

### Tennessee
Aus Mississippi kommend erreicht der Highway 61 mit den Vororten der Stadt Memphis den Staat Tennessee. Mit der Überquerung des Mississippi nach 24 Kilometern von Memphis nach West Memphis, Arkansas verlässt der Highway den Staat Tennessee wieder. 

### Arkansas
Von West Memphis verläuft der Highway in der Nähe des Mississippi bis 122 Kilometer durch den Staat Arkansas. Der U.S. Highway 61 durchquert die Stadt Osceola und verlässt hinter Blytheville den Staat in Richtung Missouri. 

### Missouri

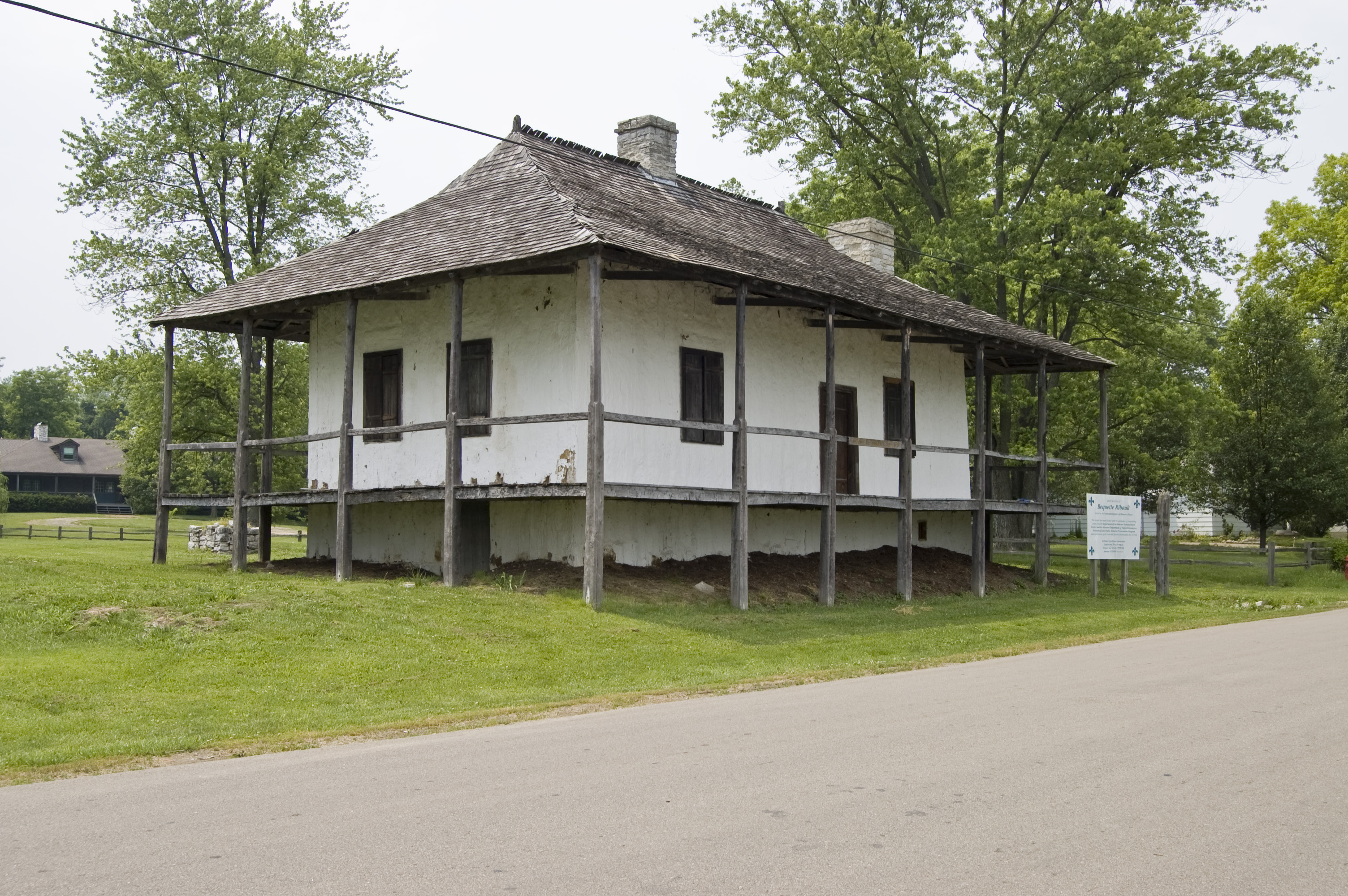
Das 1789 erbaute Bequette-Ribault-Haus in Ste. Geneviève

Südlich der Stadt Steele passiert der Highway 61 einen 1924 errichteten Torbogen aus Beton und erreicht das Gebiet des Staates Missouri. Danach verläuft er bis St. Louis parallel zur Interstate 55. Gelegentlich überlappen sich die Streckenführungen des U.S. Highway 61 mit anderen Straßen. So verlaufen zwischen Howardville und Sikeston die Highways 61 und 62 auf der gleichen Strecke. In Sikeston gibt es eine Kreuzung mit dem U.S. Highway 60. Im weiteren Verlauf wird die Stadt Cape Girardeau passiert. Nördlich davon befindet sich an der Kreuzung mit der Missouri State Route 32 mit dem 1735 gegründeten Ste. Genevieve eine der ältesten französischen Siedlungen westlich des Mississippi. 
Ab Festus verlaufen die Highways 61 und 67 über die Kreuzung mit dem U.S. Highway 50 bis Ladue, einem Vorort von St. Louis, auf der gleichen Strecke. Dort kreuzt die Interstate 64, die an dieser Stelle deckungsgleich mit dem U.S. Highway 40 verläuft. Etwas südlich davon, im Ort Kirkwood, kreuzt die ehemalige Route 66 (heute Missouri State Route 100). Diese Kreuzung wird auch als the rock 'n roll crossroads of America bezeichnet. Der Highway 61 verläuft durch den Raum St. Louis teilweise über den zum Flughafen St. Louis führenden Lindbergh Boulevard. 
Nach Erreichen der Interstate 64 und des U.S. Highways 40 verläuft der Highway 61 bis Wentzville auf der gleichen Strecke. Ab Wentzville verläuft der Highway 61 dem Erreichen der Interstate 70 wieder auf einer eigenen Route in Richtung Nordwesten. Bei Bowling Green kreuzt der U.S. Highway 54. Nördlich davon wird die Interstate 72 und der U.S. Highway 36 in der Stadt Hannibal erreicht. 
Nordwestlich von Hannibal trifft der Highway 61 auf den U.S. Highway 24 und verläuft mit diesem gemeinsam bis Taylor. Dort führt er in nördlicher Richtung bis in die Nähe von Wayland, um an der Kreuzung mit der Missouri State Route 27 nach Osten abzubiegen. Kurz vor dem Verlassen von Missouri trifft der Highway 61 auf den U.S. Highway 136 und führt gemeinsam mit diesem nach Iowa.

### Iowa
Die U.S. Highways 61 und 136 erreichen südlich der Stadt Keokuk gemeinsam den Staat Iowa. Ab Keokuk verläuft der Highway 61 wieder allein und trifft nordwestlich der Stadt auf den U.S. Highway 218, um gemeinsam mit diesem auf einer Länge von zehn Kilometern in nordwestlicher Richtung zu verlaufen. Die weitere Strecke führt in nördlicher Richtung und biegt mit der Iowa Highway 2 nach Fort Madison. Im weiteren Verlauf nach Norden wird die Stadt Burlington erreicht, wo der U.S. Highway 34 kreuzt. In Grandview wird die Iowa Highway 92 erreicht und gemeinsam mit dieser verläuft der Highway 61 nach Muscatine. Dort biegt der Highway nach Osten zu den Quad Cities ab. In Davenport biegt der Highway 61 an der Kreuzung mit dem U.S. Highway 67 nach Norden ab. 
Am nördlichen Rand von Davenport kreuzt der U.S. Highway 6 gemeinsam mit der Interstate 80. Danach schließt sich ein als Freeway ausgebauter Abschnitt bis DeWitt an, wo der U.S. Highway 30 kreuzt. Über Maquoketa führt der Highway teils vierspurig ausgebaut nach Dubuque, das gemeinsam mit den U.S. Highways 52 und 151 erreicht wird. In Dubuque wird gemeinsam der U.S. Highway 20 gekreuzt. Mit der Überquerung der Dubuque-Wisconsin Bridge wird der Staat Iowa verlassen.

### Wisconsin
Auf der anderen Seite des Mississippi wird gemeinsam mit dem Highway 151 das Grant County erreicht, wo ab Dickeyville der Highway 61 wieder allein verläuft. Über Fennimore, Lancaster und Boscobel geht die Route nach Readstown. Dort vereinigt sich der Highway 61 mit dem U.S. Highway 14 und erreicht mit diesem gemeinsam La Crosse.   
Im Jahre 2004 wurde in La Crosse eine neue Brücke eingeweiht, die auf das gegenüberliegende Mississippiufer im Staate Minnesota führt.

### Minnesota
Bis La Crescent ist der Highway 61 vierspurig ausgebaut. Im weiteren Verlauf orientiert sich der Streckenverlauf am Mississippi und verbindet die an seinem Westufer liegenden Städte Winona, Lake City und Red Wing. In Hastings wird erneut der Mississippi überquert und gemeinsam erreichen die Highways 10 und 61 die Stadt St. Paul. Dort deckt sich der weitere Streckenverlauf über eine kurze Entfernung mit der Interstate 94. Bei Wyoming, 47 Kilometer nördlich von St. Paul, endet der Highway 61. 
Dem 190 Kilometer langen Abschnitt zwischen La Crescent und Cottage Grove ist der offizielle Name Disabled American Veterans Highway verliehen worden.
Die Strecke bis Duluth ist heute Bestandteil des Minnesota State Route Systems.

## Trivia
Der Highway 61 wurde von dem aus Duluth stammenden Bob Dylan in seinem Song Highway 61 Revisited auf dem gleichnamigen, 1965 erschienenen Album besungen.